# Янка Былина
Янка Былина (бел. Янка Быліна, настоящие имя и фамилия Ян Семашкевич, 30 октября 1883, Локтяны, Виленская губерния — 18 февраля 1956, Бомбля, Подляское воеводство) — белорусский поэт, драматург, католический священнослужитель и общественный деятель.

## Биография
Родился в белорусской крестьянской семье, четвертый ребенок у Казимира и Уршули Семашкевичей.
В 1907 году окончил Виленскую католическую семинарию и в том же году был рукоположен в священники.
Во время учёбы познакомился и стал дружен с будущими видными белорусскими католическими деятелями Франтишеком Гринкевичем, Франтишеком Ромейко, Владиславом Толочко. Испытал большое влияние Вацлава Ластовского.
С 1910 года служил в Слонимском деканате.
Во время Первой мировой войны вместе с Владиславом Толочко входил в Виленский комитет помощи пострадавшим от войны.
С 1917 года служил в приходе Лаваришки Ошмянского уезда, затем — в приходе Дукшты. Выступал за широкое использование белорусского языка в пастырской деятельности, активно выступал за белоруссизацию религиозной жизни белорусских католиков, за что преследовался польскими властями. В 1917—1918 годах организатор и участник белорусской конференции в Вильне. В 1933 году был переведён на пост викария в Янов.
Сотрудничал в западно-белорусской периодической печати (газеты «Гоман», после — «Крыніца» и «Хрысціянская думка»), автор поэтических сборников, ряда переводов и собственных работ на религиозную тему.
После окончания Второй мировой войны был репрессирован советскими властями. Позднее был выслан в Польшу и с 1950-х годов служил на Белосточчине.
Умер 18 февраля 1956 года в деревне Бомбля в Польше.
Имя Янки Былины носит одна из улиц в райцентре Островец.

## Творчество
- «На прызьбе» (стихи, 1918)
- «На покуці» (стихи, 1934)
- «Ружанец да Найсьвяцейшае Дзевы Марыі» (1928),
- «Песьні жальбы, або Набожныя разважаньні аб муках і сьмерці Збаўцы Езуса Хрыста» (1929),
- «Дарога крыжа» (1930).